# 成守節
成守節（？—1570年），字子安，號甘斋，山東兖州府曹州軍籍，山西太谷縣人，明朝政治人物。

## 生平
嘉靖二十八年（1549年）己酉科山東鄉試第六十五名，嘉靖三十二年（1553年）癸丑科進士。兵部观政，授河南扶沟县知县，起复补授元氏縣知縣，四十年九月考選，授四川道試監察御史，四十一年三月實授，巡按盧溝、宣大，四十四年巡按江西等地，隆慶元年（1567年）巡按河南，乞歸。隆慶四年（1569年）三月起用為河南道監察御史，改京畿道，升任大理寺丞，不久暴卒於任。

## 家族
曾祖成傑；祖父成昭；父成良卿，母國氏。兄守复（举人）、守业、守恒（生员）、弟守身（举人）、守颐（生员）、守家、守素、守良。